# Запара, Дмитрий Фёдорович
Дмитрий Фёдорович Запара (укр. Запара Дмитро Федорович; 1826—1865) — российский общественный деятель, журналист-публицист, лексикограф, фольклорист и овцевод; гласный первого Харьковского губернского земского собрания.

## Биография
Дмитрий Запара родился 5 февраля 1826 года в Изюмском районе. Первые годы детства провел в деревне своего отца, в Изюмском уезде, близ реки Торца. В одиннадцать лет он был отдан в Харьковский частный пансион Зимницкого, по окончании которого на 16-м году от роду поступил в Императорский Харьковский университет и жил на квартире у профессора А. Л. Метлинского. 
Русский литературный критик, публицист и педагог М. Де Пуле дает такую характеристику Дмитрию Запаре: 
«Необыкновенное добродушие и неистощимый малороссийский юмор составляли отличительные качества Запары и делали его общим любимцем не одних товарищей и сокурсников, но и всех, знавших его студентов. Отлично подготовленный и постоянно занимающийся, он, будучи студентом, старался разыгрывать перед профессорами роль пустого юноши, что вполне ему удавалось; все это он считал необходимым для того, чтобы не получить кандидата, ибо, по его мнению, для порядочного студента нашего времени постыдно было называться этим именем. Запара, вопреки принятому обычаю, поступил на словесный факультет, отлично занимался, но умышленно дурно держал репетиции и экзамены и окончил курс действительным студентом, последним из своих товарищей, будучи всех нас образованнее, ибо тогда еще свободно читал по-французски, по-немецки, по-английски, по-итальянски и по-польски. Некоторые профессора знали хорошо этого чудака, другие догадывались о нем, но что было делать тем и другим на экзамене при виде простодушного и простоватого хлопца-студента, который или несет чепуху, или стоит пнем и хлопает глазами. Поневоле им приходилось ставить ему двойки и тройки».
Окончив в двадцать лет университет в Харькове и прослужив немного времени в Изюмском уездном суде, Запара поселился в Изюмском уезде в деревне, откуда почти никуда не выезжал, за исключением кратковременных поездок. Лишившись вследствие некоторых семейных обстоятельств необходимых средств к жизни, Запара заперся в почти крестьянской мазанке хутора Кринички и сам стал «добывать тяжелую копейку, терпя с молодою женою невероятные лишения». Такая суровая обстановка возможно способствовала выработке в нем характера упорного в перенесении всяких невзгод и сильного в достижении частных и общественных светлых целей. 
Благодаря своему трудолюбию, Дмитрий Федорович Запара развел у себя отличное овцеводство. Рассказывают, что, купив у известного Екатеринославского овцевода Абазы стадо баранов, он, не доверяя чабанам, сам пригнал эту драгоценность пешком за 50 верст к себе в Кринички. Усердно занимаясь собственным хозяйством, Запара делал много добра и другим. Полезная и бескорыстная деятельность его была причиною того, что влияние его на околоток сделалось неотразимым и он оказался центром, к которому стремились все радиусы окрестной жизни. В особенности влияние его было сильно среди крестьян, которых он систематически готовил к освобождению. 
В часы досуга Д. Запара писал статьи для некоторых журналов; так, в нескольких статьях, напечатанных им в «Санкт-Петербургских ведомостях», он простодушно рассказал грустную историю добровольных соглашений с крестьянами своего хутора, в которой скорее обвинял себя, чем оправдывал. Кроме того, он работал в «Основе», «Голосе» и в «Земледельческой газете». 
Придавая большое значение народному образованию, Дмитрий Фёдорович Запара первый подал мысль основать денежный фонд по подписке на поддержание народных школ в Харьковской губернии и на издание руководств для них. 
Он собирал старинные рукописные материалы по истории Малороссии; этим собранием пользовался даже Харьковский архиепископ Филарет. Непосильные труды вскоре подорвали его силы, а неудачно сделанная ему операция, приковавшая его надолго к постели, вызвала «пролежень на хребетном столбе», который и свел его в могилу. 
Дмитрий Федорович Запара скончался 6 декабря 1865 года в селе Кринички